# Cesare Vivaldi

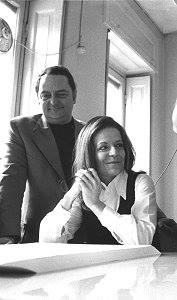
Cesare Vivaldi e Simona Weller

Cesare Vivaldi (Imperia, 13 dicembre 1925 – Roma, 13 gennaio 1999) è stato un poeta, critico d'arte e traduttore italiano.

## Biografia
Nato a Imperia da una famiglia di Porto Maurizio, si trasferì con i genitori a Roma nel 1933. Si laureò in Letteratura italiana nella capitale, dopo aver frequentato alcuni seminari con Giuseppe Ungaretti. Scrisse versi in italiano, ma compose anche poesie in lingua ligure. Nel 1970 incontrò la pittrice Simona Weller di cui diverrà il compagno per 12 anni. Si occupò lungamente di arte, curando numerosi cataloghi di mostre e scrivendo numerosi testi critici. Fu Direttore dell'Accademia di Belle Arti di Roma dal 1990 al 1993. Tradusse opere di poeti latini (Marziale, Giovenale, Ovidio, Virgilio). Nel 1994 vinse il Premio Feronia-Città di Fiano per la poesia.
La sua poesia si sviluppò inizialmente nell'ambito dell’ermetismo, poi del neorealismo; in seguito seguì le forme sperimentali dell’avanguardia e infine un maggiore abbandono lirico, in versi dialettali ricchi di una vigorosa forza rappresentativa.

## Opere

### Curatele
- Manuale del teatro di massa, Roma, Edizioni di cultura sociale, 1951
- Poesia satirica nell'Italia d'oggi, Parma, Guanda, 1964
- Moncada fixes, Bruxelles, 1969
- Letture della Liguria, Padova, RADAR, 1969
- Barni Buscioni Ruffi Un'avanguardia in Toscana, Roma, Fantini Editore, 1969
- Presentazione del libro "Oltreomega", Pier Augusto Breccia, Realizzazione grafica di Giuseppe Montanucci, Galleria il Grifo Roma, 1981
- Poesia dialettale dal Rinascimento a oggi, Milano, Garzanti, 1991 (2 voll.; con Giacinto Spagnoletti)
- Umberto Buscioni 1963-1991 Mistero e rivelazione del quotidiano, Milano, Mazzotta, 1992
- Umbria negli occhi (1982-1992), Roma, Grafica dei greci, 1995
- Emilio Scanavino: ceramica e scultura, Roma, Grafica dei greci, 1995
- Carlo Caroli: Pitture, disegni e sculture, Roma, Tipografia Artistica, 1996

### Poesia
- I porti, Modena, Guanda, 1943
- Otto poesie nel dialetto ligure di Imperia, Roma, Arte della Stampa, 1951
- Ode all'Europa ed altre poesie: 1945-1952, Roma, Edizioni della Sfera, 1952
- Il cuore d'una volta: 1951-1955, Caltanissetta, Sciascia, 1956
- Poesie liguri: 1951-1954, Milano, All'insegna del pesce d'oro, 1960
- Dialogo con l'ombra, Roma, Grafica, 1960
- Dettagli, Milano, Rizzoli, 1964
- Disegni e poesie, Roma, Edizioni Arco, 1966 (con Osvaldo Licini)
- Lo Zodiaco, Modena, La traccia, 1973
- A caldi occhi: 1964-1972, Milano, All'insegna del pesce d'oro, 1973
- Una mano di bianco, Milano, Guanda, 1978
- Poesie liguri vecchie e nuove, Milano, All'insegna del pesce d'oro, 1980
- Le parole e la forma: 12 poesie per 12 artisti, Lanciano, Botolini, 1984
- La brace delle parole: 1981-1983, Roma, Grafica dei greci, 1984
- Poesie scelte: 1952-1992, Roma, Newton Compton, 1993
- La vita sa di buono: tutte le poesie in dialetto ligure (1951-1992), Roma, Newton Compton, 1996
- Il colore della speranza: poesie 1951-1998, Roma, Piazzolla, 1999
- Poesie 1995-1998, Genova, San Marco, 2002

### Traduzioni
- Arthur Rimbaud, Poesie; Illuminazioni; Una stagione all'inferno, Parma, Guanda, 1961
- Marco Valerio Marziale, Epigrammi, Parma, Guanda, 1962
- Publio Virgilio Marone, Eneide, Parma, Guanda, 1962 (poi Milano, Longanesi, 1970; Torino, Edisco, 1981; Milano, Garzanti, 1990)
- Carmi priapei, Milano, Guanda, 1976 (poi Roma, Newton, 1996)
- Arthur Rimbaud, Poemi in prosa, Milano, Guanda, 1978
- Giovenale, Contro le donne, Roma, Newton, 1993
- Publio Ovidio Nasone, L'arte di amare; Come curar l'amore; L'arte del trucco, Roma, Newton, 1996